# فینال جام حذفی فوتبال انگلستان ۱۹۶۸
فینال جام حذفی فوتبال انگلستان ۱۹۶۸، رقابت پایانی جام حذفی فوتبال انگلستان در سال ۱۹۶۸ میلادی است که مابین دو تیم باشگاه فوتبال وست برومویچ و باشگاه فوتبال اورتون در ورزشگاه ومبلی لندن برگزار شده‌است.
این مسابقه که در تاریخ ۱۸ مه ۱۹۶۸ انجام شده‌است با نتیجه ۱ بر ۰ به سود تیم باشگاه فوتبال وست برومویچ به پایان رسید.